# Taxufine ibne Ixaque ibne Maomé ibne Gania
Taxufine ibne Ixaque ibne Maomé ibne Gania (em árabe: تاشفين بن إسحاق بن محمد بن غانية‎; romaniz.: Taxfin ibn Ixaq ibn Muhammad ibn Gania) foi emir das ilhas Baleares, de 1185 a 1187. Membro dos Banu Gania, chegou ao poder em Maiorca em substituição de seu irmão Maomé II (r. 1183–1184), que foi derrubado por seus súditos após tentar obter apoio de Barcelona contra o Califado Almóada. Permaneceu no comando até Ali ibne Gania enviar uma frota sob comando de Abedalá ibne Gania para Maiorca, provocando sua deposição e substituição por Abedalá.